# Regensburger Hütte

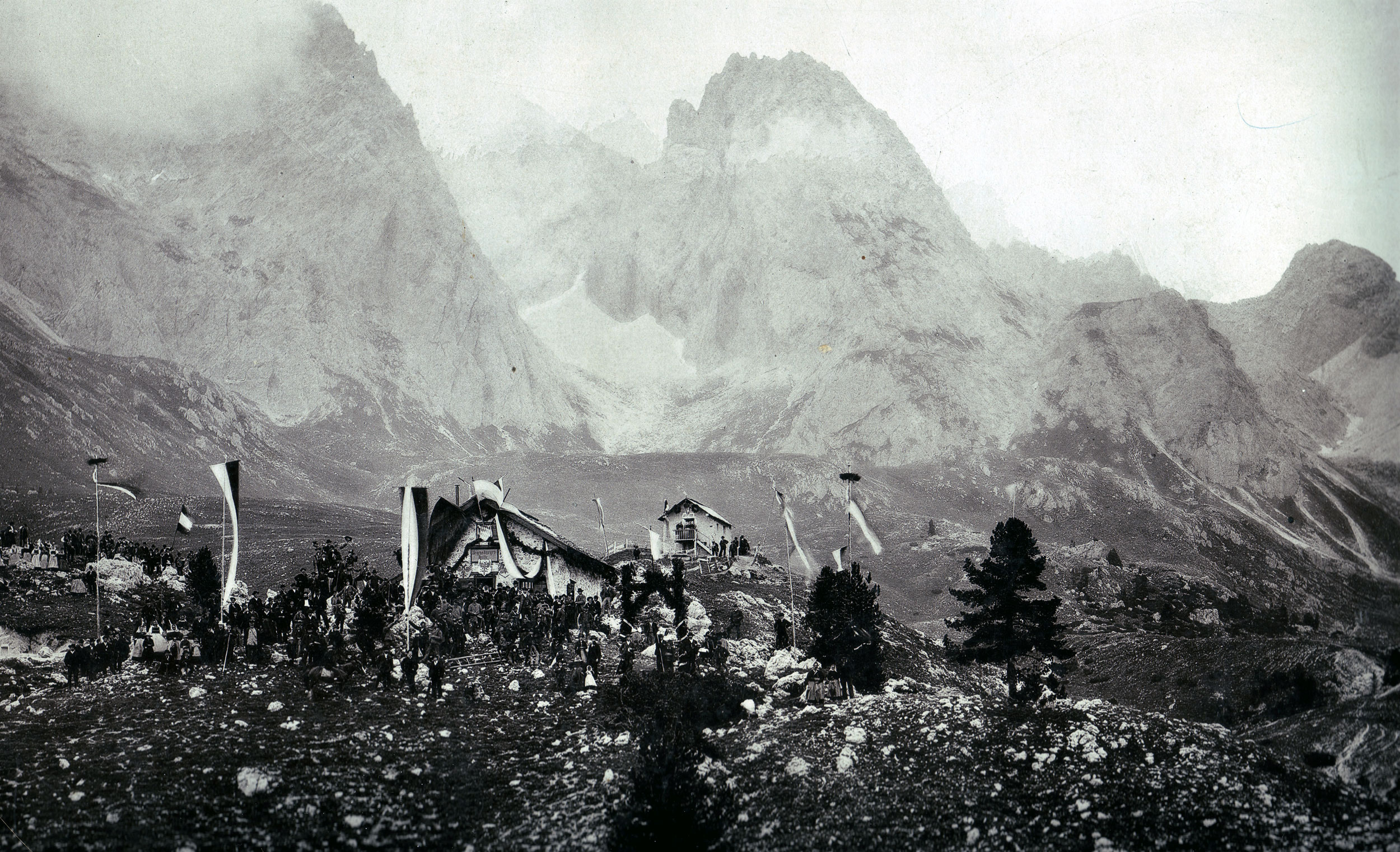
De Regensburger Hütte vlak na de inauguratie in 1889

De Regensburger Hütte (Italiaans: Rifugio Firenze in Cisles; Ladinisch: Utia de Ncisles) is een berghut in de gemeente Villnöß in de Italiaanse provincie Bozen-Zuid-Tirol. De berghut, gelegen in het Naturpark Puez-Geisler, op een hoogte van 2037 meter op de Regensburger Alm in de Geislergroep van de Dolomieten, behoort toe aan de sectie Firenze van de Clup Alpino Italiano (CAI).
De berghut werd in 1888 en 1889 gebouwd door de sectie Regensburg van de toenmalige Deutscher und Österreichischer Alpenverein (DuÖAV). De bouw was in handen van de uit Regensburg afkomstige architecten Max Schultze, Fürstl. Thurn en Taxis'scher Oberbaurat. Zij financierden ook de bouw van de berghut, aangezien de sectie Regensburg destijds geen beschikking had over financiële middelen. In 1906 schonken de bouwers de berghut aan de sectie. In 1921, nadat Zuid-Tirol een Italiaanse provincie was geworden en de berghut in beslag genomen werd door de Italiaanse overheid, nam de CAI-sectie Firenze de hut over. De hut werd in 1980 gerenoveerd. De sectie Regensburg bouwde in 1930 in de Stubaier Alpen de Neue Regensburger Hütte.
De Regensburger Hütte is in vijftien minuten bereikbaar via een kabelbaan vanuit Santa Cristina. Vanaf de berghut worden onder andere de Sass Rigais (met 3025 meter de hoogste top van de Geislergroep), de Furchetta (3025 meter), de Piz Duleda (2900 meter) en de toppen van de Fermeda (2873 en 2814 meter) beklommen.